# Bradbury Thompson

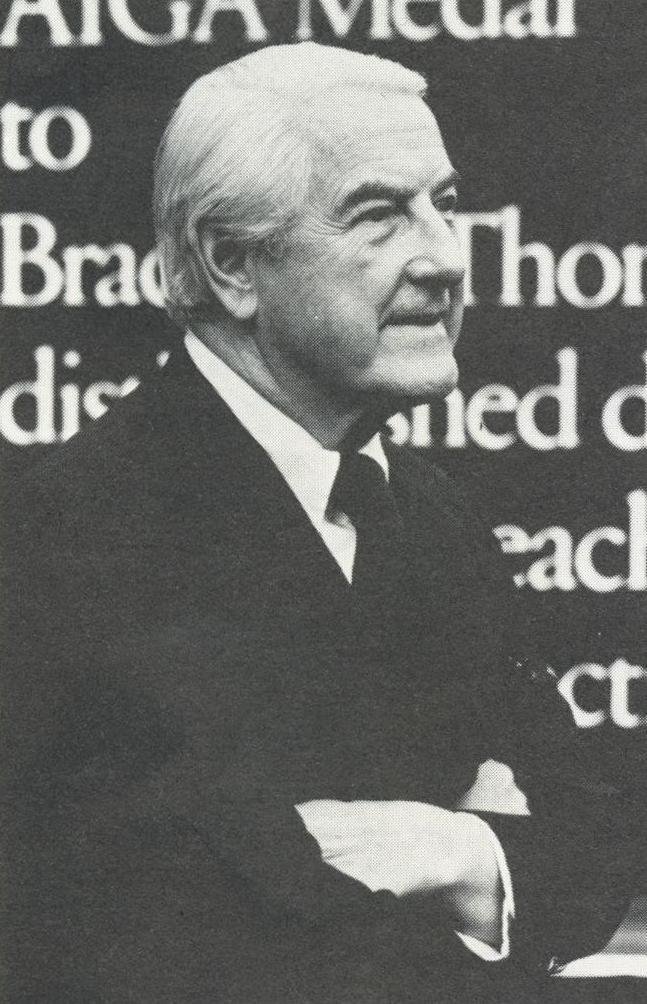
Bradbury Thompson

Bradbury Thompson, nació en 1911 en Topeka, Kansas y falleció el 1 de noviembre en 1995 a los 84 años, considerado El padre del diseño en la revista moderna.
Uno de los diseñadores gráficos más influyentes de la posguerra fue Bradbury Thompson quien logró revolucionar los medios impresos expandiendo las opciones de la imagen impresa, dejando abiertas las puertas para las siguientes generaciones de diseñadores.
Con el desarrollo de la Segunda Guerra Mundial se retrasó el avance tecnológico y comercial de las nuevas ideas que se habían pensado durante tiempo antes de 1939. Con la llegada de su fin, Estados Unidos inició una etapa de crecimiento, de reactivación y de fortalecimiento en todos los aspectos, uno de estos es la reactivación de la industria para lograr un desarrollo científico y tecnológico importante lo que le permitió tener una gran fuerza a nivel de mercados que conllevó a un consumo masivo por parte de la sociedad, que originó un gran crecimiento en la industria editorial y publicitaria en la posguerra ya que los productos comenzaron a adquirir una imagen en el mercado la cual fue divulgada mediante la televisión y medios impresos que hizo posible la creación de revistas.
Los trabajos de Thompson se caracterizaron por el uso de figuras grandes, orgánicas y geométricas, letras ampliadas usadas como elementos de diseños para modelos visuales, una organización compleja y un flujo visual. También renovó los parámetros de la arquitectura gráfica. Además experimentó en técnicas: fotográficas, tipográficas y de impresión de color, fue uno de los pioneros de la utilización de retoques fotográficos.
Thompson trabajo en Westvaco Inspiratios, la cual empleaba planchas para impresión tipográfica de arte e ilustración que pedía prestadas a las agencias de publicidad y a los museos. Los diseños que logró desde el año 1939 hasta el año 1961 tuvieron un tremendo impacto.
Bradbury trabajo un par de años con Herbert Bayer para crear una nueva versión de su alfabeto 26, un concepto tipográfico que desarrollo en 1940 para simplificar e improvisar el sistema corriente de alfabeto, donde creó consistencia entre las letras basándose en la confusión que existía en los colegios de las mayúsculas y las minúsculas, de allí sale el alfabeto de 7 letras en las cuales "upper case" y "lower case" son idénticas (c, o, s, u, v, w, z).
Las contribuciones de Thompson para el diseño gráfico se observan, cuando diseño las ediciones finales de la revista de guerra "Victory" y U.S.A. En ese año también se hizo director de arte de la revista "Mademoiselle", director de diseño en "Art News" y "Art News Annual", diseño el catálogo de "For Motor Company", donde comenzó la reforma tipográfica, y creó el "Monoalphabet" con el que acabó la tradición de separar las formas de las mayúsculas y las minúsculas, y la innovación se vio en "Westvaco Inspirations For Printers" revista de la cual diseño más de 60 ediciones. 
El trabajo de Thompson fue galardonado varias veces en Estados Unidos, se consideró el padre de la revista modernos, tuvo un gran papel en el uso de la tipografía, contribuyó con el desarrollo de varias áreas del diseño gráfico y permitió la evolución del diseño después de la posguerra.
- Datos: Q4954426
- Multimedia: Bradbury Thompson / Q4954426